# Werner Arber
Werner Arber, född 3 juni 1929 i Gränichen i Aargau, är en schweizisk mikrobiolog som, tillsammans med de amerikanska forskarna Hamilton Smith och Daniel Nathans, 1978 tilldelades Nobelpriset i fysiologi eller medicin för deras upptäckt av restriktionsenzymer. Detta är enzymer som endast klyver vid en specifik DNA-sekvens, vilket är mycket användbart då man vill modifiera gener för att studera deras funktion, men också för att få in gener i vektorer.

## Biografi
Arber studerade kemi och fysik vid Schweiziska federala tekniska institutet i Zürich från 1949 till 1953. I slutet av 1953 började han arbeta som assistent för elektronmikroskopi vid universitetet i Genève, men lämnade med tiden elektronmikroskopet och fortsatte med att undersöka bakteriofager. Inom detta område skrev han sin doktorsavhandling om defekta lambda-profagmutanter. Han doktorerade 1958 vid Genèves universitet.
Arber arbetade sedan vid University of Southern California i faggenetik med Gio ("Joe") Bertani med början sommaren 1958. I slutet av 1959 accepterade han ett erbjudande att återvända till Genève i början av 1960, men först efter att ha spenderat "flera mycket fruktbara veckor" vid vart och ett av laboratorierna i Gunther Stent (University of California, Berkeley), Joshua Lederberg och Esther Lederberg (Stanford University) och Salvador Luria (Massachusetts Institute of Technology).
Tillbaka vid universitetet i Genève arbetade Arber i ett laboratorium i fysikinstitutets källare, där han utförde produktiv forskning och var handledare för "ett antal förstklassiga doktorander, postdoktorer och seniorforskare." såsom Daisy Roulland Dussoix, vars arbete hjälpte honom att senare få Nobelpriset. År 1965 befordrades han till extraordinär professor för molekylär genetik, men flyttade 1971, efter att ha tillbringat ett år som gästprofessor vid institutionen för molekylärbiologi vid University of California i Berkeley, till universitetet i Basel. Där var han en av de första personerna som arbetade i det nybyggda Biozentrum, som inrymde avdelningarna för biofysik, biokemi, mikrobiologi, strukturbiologi, cellbiologi och farmakologi och därmed bidrog till tvärvetenskaplig forskning. Därefter har Arber vid 27 tillfällen sedan 1981 delat sin expertis och passion för vetenskap med unga forskare vid Lindaus Nobelpristagarmöten.
Arber är medlem i World Knowledge Dialogue Scientific Board och i den påvliga vetenskapsakademin sedan 1981. År 1981 grundade han World Cultural Council och valdes till stipendiat vid American Academy of Arts and Sciences 1984. Påven Benedictus XVI utsåg honom till president för den påvliga vetenskapsakademin i januari 2011, vilket gjorde honom till den första protestanten som innehaft den positionen. År 2017 gick han i pension från den prestigefyllda posten och ersattes av den tyska forskaren Joachim von Braun.